# Parco Josaphat
Il parco Josaphat (in francese parc Josaphat, in neerlandese Josaphatpark) è un parco urbano di 20 ettari, situato a Schaerbeek, comune di Bruxelles, in Belgio.